# Марцияново (Ивановский район)
Марцияново (укр. Марціянове) — село, относится к Ивановскому району Одесской области Украины.
Население по переписи 2001 года составляло 42 человека. Почтовый индекс — 67210. Телефонный код — 4854. Занимает площадь 1,047 км². Код КОАТУУ — 5121882603.

## Местный совет
67210, Одесская обл., Ивановский р-н, с. Михайлополь, ул. Ленина, 25а